# J&S Cup 2004
Warsaw Open 2004 - жіночий тенісний турнір, що проходив у Варшаві (Польща). Належав до турнірів 2-ї категорії в рамках Туру WTA 2004. Відбувсь удев'яте і тривав з 26 квітня до 2 травня 2004 року. Вінус Вільямс виграла свій перший титул на цьому турнірі.

## Учасниці

### Сіяні учасниці
| Гравчиня                | Країна    | Рейтинг* | Сіяна |
| ----------------------- | --------- | -------- | ----- |
| Амелі Моресмо           | Франція   | 3        | 1     |
| Вінус Вільямс           | США       | 4        | 2     |
| Віра Звонарьова         | Росія     | 11       | 3     |
| Світлана Кузнецова      | Росія     | 14       | 4     |
| Паола Суарес            | Аргентина | 15       | 5     |
| Сільвія Фаріна-Елія     | Італія    | 16       | 6     |
| Патті Шнідер            | Швейцарія | 17       | 7     |
| Анна Смашнова-Пістолезі | Ізраїль   | 20       | 8     |
| Франческа Ск'явоне      | Італія    | 22       | 9     |

- Рейтинг подано станом на 19 квітня 2004 року.
- Паола Суарес (5-та сіяна) знялась через біль у поясниці; Франческа Ск'явоне стала 9-ю сіяною.

### Інші учасниці
Нижче наведено учасниць, які отримали вайлд-кард на участь в основній сітці:
- Віра Душевіна
- Марта Домаховська

Нижче наведено гравчинь, які пробились в основну сітку через стадію кваліфікації:
- Генрієта Надьова
- Квета Пешке
- Крістен Шлукебір
- Олена Татаркова

Такі тенісистки потрапили в основну сітку як Щасливі лузери:
- Ленка Немечкова

## Переможниці та фіналістки

### Одиночний розряд
Вінус Вільямс —  Світлана Кузнецова, 6-1, 6-4

### Парний розряд
Сільвія Фаріна-Елія /  Франческа Ск'явоне —  Хісела Дулко /  Патрісія Тарабіні, 3-6, 6-2, 6-1